# Động đất Định Tây 2013

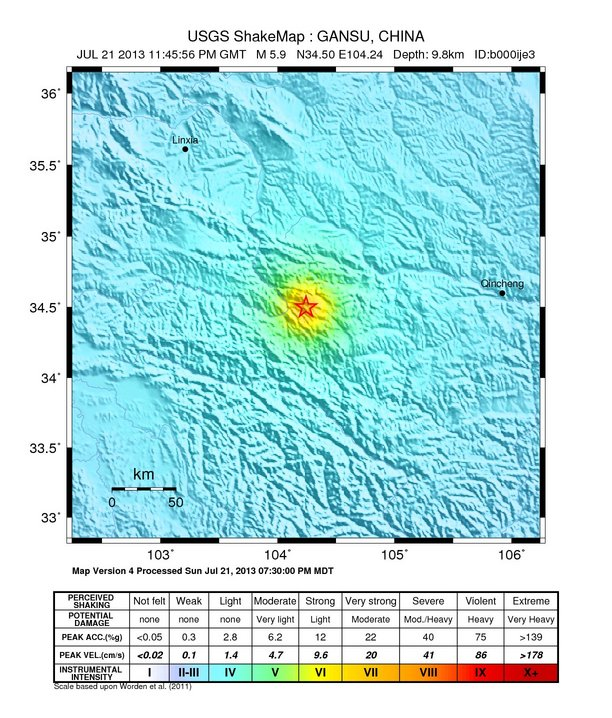
Bản đồ động đất. (Bởi Cục khảo sát địa chất Hoa Kỳ)

Ngày 22 tháng 7 năm 2013, một loạt các trận động đất xảy ra trong Định Tây, Cam Túc tỉnh, phía tây bắc Trung Quốc. Trận động đất đầu tiên xảy ra vào lúc 07:54 giờ Trung Quốc, với chấn tâm nằm ở biên giới của huyện Mân và huyện Chương. Cường độ của trận động đất ban đầu được đo đạt mức Ms 6,6 bởi Trung tâm dữ liệu động đất Trung Quốc với chấn tiêu sâu 20 km. Cường độ đo được là Ms 5,9 bởi Cục khảo sát địa chất Hoa Kỳ (USGS), and Mw 6,0 bởi Hệ thống cảnh báo châu Âu. Một trận động đất mạnh xảy ra khoảng một giờ sau đó, được đo có cường độ 5,6 bởi USGS. Lúc 6h tối 422 dư chấn đã được ghi nhận. Các trận động đất cũng được cảm nhận ở các thành phố gần đó gồm Thiên Thủy và Lan Châu ở Cam Túc, cũng như Tây An, Bảo Kê, và Hàm Dương ở tỉnh Thiểm Tây.
Đến thời điểm 6h tối ngày 22 tháng 7, các động đất đã khiến ít nhất 89 người chết. Ngoài ra 515 người bị thương, bao gồm 60 người bị thương nặng và 5 người được báo cáo mất tích.

## Bối cảnh
Các chấn động xảy ra ít hơn 14 km từ đường đứt gãy Lâm Đàm-Đãng Xương (临潭-宕昌断裂带). Kể từ khi lịch sử ghi chép lại, đã có 25 trận động đất cường độ hơn 5,0 độ richter đã xảy ra trong vòng bán kính 200 km từ tâm chấn hiện nay, sớm nhất là vào năm trận động đất năm 193 trước Công nguyên ở huyện Lâm Thao có cường độ đo được 6,5 độ richter, trong khi mức cao nhất là 8,0 độ richter trong trận động đất Thiên Thủy năm 1654.

## Tác động
Hầu hết các vụ thương vong xảy ra trong huyện Mân, nằm 15 km từ tâm chấn, nơi đã có báo cáo 87 trong tổng số trường hợp tử vong 89.
Theo các quan chức tỉnh Cam Túc, hơn 1.200 tòa nhà đã sụp đổ và hơn 21.000 bị hư hỏng nặng. Nhiều tòa địa phương, thường thô sơ xây dựng, bị chôn vùi trong lở đất gây ra bởi các trận động đất. Trong vùng thảm họa, 20% các tòa nhà đã sụp đổ và 60% bị hư hỏng. 27.360 người được ước tính đã được di dời trong chỉ riêng trong huyện Chương.
Thông tin liên lạc bị cắt đứt đến 13 trấn trong huyện Chương và nhiều làng trong Mai Xuyên, huyện Mân. Năm trấn ở miền đông huyện Mân đã bị mất điện.